# 聖伊拉里翁區
6°59′57″S 76°26′31″W / 6.9993°S 76.4420°W
聖伊拉里翁區（西班牙語：Distrito de San Hilarión），是秘魯的一個區，位於該國中北部聖馬丁大區的皮科塔省，始建於1859年8月28日，面積96.6平方公里，海拔高度195米，2005年人口4,242，人口密度每平方公里44人。